# Kot Billy
Billy – kot dawniej Kot Billy (ang. Billy the Cat) – belgijsko-francuski serial animowany. Adaptacja belgijskiego komiksu.

## Obsada
- Jesse Moss jako Kot Billy (seria 1)
- Brian Drummond jako Kot Billy (seria 2)

## Wersja polska
W Polsce serial posiada dwie wersje dubbingu – pierwsza (tylko pierwsze 26 odcinków) emitowana była w Canal+ Polska od 26 lipca 1997 do 2 września 1997, a później na kanale MiniMax. Druga wersja była emitowana na kanale TVP1 od 21 marca 2013 roku.

### Wersja Canal+ i MiniMax (1997, tylko pierwsze 26 odcinków)
W wersji polskiej udział wzięli:
- Lucyna Malec – Billy
- Tadeusz Borowski – pan Hubert
- Stefan Knothe – gołąb Jumbo
- Dariusz Odija – Świętoszek

i inni
Lektor: Jerzy Dominik

### Wersja TVP (2013)
Opracowanie: Telewizja Polska Agencja Filmowa

Reżyseria:
- Krystyna Kozanecka (odc. 1-4, 11-16, 22-26),
- Andrzej Bogusz (odc. 5-10, 17-21)

Tłumaczenie i dialogi: Hanna Górecka

Dźwięk i montaż: Urszula Bylica

Kierownik produkcji: Anna Jaroch

Teksty piosenek: Krzysztof Rześniowiecki

Opracowanie muzyczne: Marcin Kuczewski

Śpiewał: Jerzy Grzechnik

Wystąpili:
- Marcin Hycnar – Billy
- Marek Barbasiewicz – pan Hubert
- Agnieszka Kunikowska –
  - Królewna,
  - sprzataczka (odc. 15)
- Stanisław Zatłoka
- Mateusz Lewandowski –
  - gołąb Jumbo,
  - Len,
  - Kot #2 (odc. 17),
  - papuga kakadu (odc. 19),
  - kot z bandy Don Kotoniego (odc. 28)
- Sebastian Cybulski –
  - Blackie (odc. 2, 4, 6, 10, 30, 33, 37-39, 44-45, 48, 52),
  - Grotz (odc. 3),
  - Caleb (odc. 11),
  - Manx (odc. 15),
  - Woofer (odc. 26),
  - kot z bandy Świętoszka (odc. 29),
  - Artur (odc. 31),
  - bóbr #2 (odc. 43),
  - Rick (odc. 47)

oraz:
- Grzegorz Wons –
  - mag Ali Kazam (odc. 1, 26),
  - Kłapacz (odc. 5),
  - profesor Cara (odc. 9),
  - pan Admas (odc. 10),
  - cesarz Kwan-Lo (odc. 17),
  - profesor Zoloto (odc. 20),
  - Woody (odc. 28),
  - twórca Robodoga (odc. 30)
- Joanna Pach –
  - Marie,
  - Stokrotka (odc. 5),
  - weterynarz (odc. 23),
  - Dot (odc. 50),
  - dziewczyna (odc. 51)
- Dariusz Błażejewski –
  - Brian,
  - kucharz (odc. 7),
  - tata Billy’ego (odc. 8, 44, 48),
  - papuga (odc. 9, 22),
  - policjant (odc. 12),
  - tata Nicka (odc. 13),
  - foki (odc. 22),
  - Joe (odc. 23, 27),
  - dozorca parku (odc. 24),
  - ochroniarz na stacji metra (odc. 26),
  - kamerzysta (odc. 26),
  - kot z bandy Blackiego (odc. 28),
  - turysta (odc. 29),
  - ochroniarz na lotnisku (odc. 29),
  - sęp #2 (odc. 29),
  - nauczyciel wuefu (odc. 37)
- Marcin Popczyński
- Andrzej Bogusz – Artur, nocny stróż muzeum (odc. 2)
- Jakub Truszczyński
- Włodzimierz Bednarski –
  - profesor Ajax (odc. 3),
  - kapitan Grunge (odc. 8),
  - niedźwiedź (odc. 21),
  - Papcio (odc. 23),
  - terier (odc. 26)
- Zygmunt Sierakowski –
  - Dez,
  - pan Huang (odc. 17),
  - Igor (odc. 20),
  - profesor (odc. 49)
- Artur Pontek –
  - Nick (odc. 5, 13, 15, 24, 27, 33-36, 38),
  - złodziej #3 (odc. 18),
  - kolega Steviego (odc. 51),
  - Dilbert (odc. 52)
- Tomasz Grochoczyński –
  - Serdel (odc. 1),
  - pomocnik Grotza (odc. 3),
  - król szczurów (odc. 8),
  - pan Samuels (odc. 11),
  - maharadża (odc. 13)
- Krystyna Kozanecka –
  - Agnes (odc. 11),
  - dzieci (odc. 13-14),
  - mama Nicka (odc. 13),
  - obsługująca most zwodzony (odc. 14),
  - żona Kevina (odc. 16),
  - mama Billy’ego (odc. 17, 26, 29, 44, 46),
  - dziewczynka z klasy Nicka i Joego (odc. 27),
  - mama Aishy (odc. 29),
  - Zelda (odc. 32),
  - opiekunka wycieczki rowerowej (odc. 35),
  - dziewczynka na rowerze (odc. 36),
  - nauczycielka (odc. 37),
  - siostra Billy’ego (odc. 37),
  - Henrietta (odc. 40),
  - kobieta informująca o wyburzeniu domu (odc. 41),
  - Elsi (odc. 50)
- Przemysław Stippa –
  - pracownicy hotelu (odc. 13),
  - Kevin (odc. 16),
  - Ramon (odc. 22),
  - pies dozorcy (odc. 24),
  - policjant (odc. 25),
  - prezenter (odc. 26),
  - pan Watson (odc. 27),
  - Blackie (odc. 28),
  - weterynarz (odc. 33),
  - pies #2 (odc. 35),
  - lektor w reklamie filmu (odc. 35)
- Wojciech Machnicki –
  - Roy (odc. 11),
  - pies #2 (odc. 16),
  - kret Nestor (odc. 18),
  - John (odc. 22),
  - Clyde (odc. 25),
  - pan Ajaks (odc. 48)
- Grzegorz Kwiecień –
  - kustosz muzeum (odc. 2),
  - Pyłek (odc. 5),
  - pan Bik (odc. 12),
  - złodziej #1 (odc. 18),
  - kot z bandy Świętoszka (odc. 29),
  - kolega Zeldy (odc. 32),
  - Fred (odc. 36),
  - jeden ze szczurów (odc. 37),
  - policjant (odc. 52)
- Paweł Szczesny –
  - burmistrz (odc. 3),
  - pan Gormand (odc. 10),
  - jeden z psów (odc. 27),
  - Don Kotoni (odc. 28)
- Włodzimierz Press –
  - Grosmeyer (odc. 4, 7, 39),
  - pracownik straży przybrzeżnej (odc. 8),
  - pan Rafner (odc. 34),
  - dziennikarz (odc. 50)
- Agata Gawrońska-Bauman –
  - Trzpiotek (odc. 5),
  - Dalila (odc. 9),
  - Wilbur (odc. 35)
- Łukasz Talik –
  - Denis (odc. 6),
  - ojciec Agnes (odc. 11),
  - Vince (odc. 34),
  - reżyser (odc. 35)
- Izabella Bukowska –
  - Lilia Tygrysia (odc. 8),
  - Milly (odc. 16),
  - Sabrina (odc. 28),
  - Madame (odc. 40),
  - panna Merlin Miau (odc. 41)
- Elżbieta Jędrzejewska –
  - Ludmiła (odc. 8),
  - Ernestyna (odc. 40),
  - Lilly (odc. 42),
  - Sasze (odc. 44)
- Krzysztof Szczerbiński –
  - szofer (odc. 10),
  - psy (odc. 10),
  - jeden z psów (odc. 27),
  - kot z bandy Don Kotoniego (odc. 28),
  - ochroniarz na lotnisku (odc. 29),
  - przewodnik (odc. 29),
  - sęp Dziobacz (odc. 29),
  - mężczyzna w filmie o hologramach (odc. 31),
  - pies #1 (odc. 35),
  - chłopiec na deskorolce (odc. 35),
  - Royston (odc. 45),
  - chłopiec (odc. 51)
- Elżbieta Kijowska –
  - pani Margatroit (odc. 11),
  - Rita (odc. 34),
  - mama Elsi (odc. 50),
  - Lukrecja Koc (odc. 52)
- Mirosława Krajewska – kociara (odc. 12)
- Jerzy Dominik –
  - policjant (odc. 14),
  - strażnik Frank (odc. 15),
  - pies #1 (odc. 16)
- Mieczysław Morański –
  - pies Charlie (odc. 14),
  - strażnik Ralf (odc. 15),
  - kot #1 (odc. 17),
  - sklepikarz (odc. 19),
  - Amp (odc. 37),
  - Oskar (odc. 43),
  - Max (odc. 49)
- Krzysztof Krupiński –
  - gąsienica Hektor (odc. 15),
  - Max (odc. 16)
- Krzysztof Strużycki –
  - złodziej #2 (odc. 18),
  - Skippy (odc. 42)
- Andrzej Blumenfeld –
  - Mac de Szpon (odc. 19),
  - Pirmin (odc. 22)
- Iwona Rulewicz –
  - Jackie (odc. 20),
  - Tiffany (odc. 26)
- Marek Frąckowiak –
  - doradca zoo (odc. 22),
  - Leonard (odc. 22)
- Stefan Knothe –
  - Pasibrzuch (odc. 22),
  - Matuzalem (odc. 24)
- Anna Gajewska –
  - Kotopatra (odc. 24),
  - lwica Aisha (odc. 29),
  - Anita (odc. 47),
  - Oliwia (odc. 49)
- Miriam Aleksandrowicz – Erta (odc. 24)
- Hanna Kinder-Kiss –
  - nauczycielka (odc. 27),
  - klientka baru sushi (odc. 28),
  - turystka (odc. 29)
- Zbigniew Konopka –
  - pies (odc. 28),
  - Robodog (odc. 30),
  - duch rycerza z Rycerskiego Zamku (odc. 31)
- Wojciech Brzeziński – kot z bandy Blackiego (odc. 28)
- Brygida Turowska –
  - Nelson (odc. 31),
  - Dodo (odc. 50),
  - Suzie (odc. 51)
- Jolanta Wołłejko – ciocia Dorota (odc. 31)
- Artur Kaczmarski –
  - Alfred (odc. 31),
  - Sam (odc. 35),
  - Mistrz Alfredo (odc. 39)
- Jarosław Domin –
  - Gus (odc. 32),
  - Mac (odc. 39),
  - fryzjer (odc. 40),
  - deratyzator (odc. 44)
- Lucyna Malec –
  - kobieta z kanapką z tuńczykiem (odc. 35),
  - dziewczynka na rolkach (odc. 35),
  - Thelma (odc. 45)
- Waldemar Barwiński – Joe, treser Wilbura (odc. 35)
- Jan Kulczycki –
  - hycel (odc. 36),
  - jeden ze szczurów (odc. 37)
- Andrzej Gawroński –
  - jeden z kotów (odc. 36),
  - Merlin (odc. 52)
- Ryszard Olesiński –
  - jeden ze szczurów (odc. 37),
  - Jerzy (odc. 38)
- Janusz Zadura –
  - Manx (odc. 37),
  - Oskar Doobie (odc. 47),
  - Burch (odc. 48)
- Jacek Bursztynowicz –
  - Magmarnum (odc. 38),
  - pan Lionell (odc. 47)
- Marek Robaczewski – nauczyciel muzyki (odc. 39)
- Tomasz Bednarek –
  - Kędzior (odc. 40),
  - Daffy (odc. 48)
- Wojciech Paszkowski –
  - Antoni (odc. 40),
  - Butler (odc. 41),
  - strażnik (odc. 42)
- Jolanta Wilk –
  - Alexis (odc. 40),
  - Mary (odc. 42)
- Mikołaj Klimek –
  - dr Dorkman (odc. 42),
  - bóbr #1 (odc. 43),
  - Roman (odc. 45)
- Stanisław Brudny – Fester (odc. 43)
- Joanna Orzeszkowska – Karmela (odc. 45)
- Karol Wróblewski – Kliwater (odc. 46)
- Anna Apostolakis –
  - Klaudia Shifter (odc. 47),
  - Ester (odc. 48)
- Sławomir Pacek –
  - Ramzej (odc. 48),
  - Pilasa (odc. 49),
  - Bob (odc. 50)
- Grzegorz Kucias – Dave (odc. 50)
- Tomasz Błasiak – żartowniś Steve (odc. 51)
- Damian Łukawski
- Michał Napiątek
- Leszek Abrahamowicz

i inni
Lektor: Andrzej Bogusz

## Spis odcinków
| Nr             | Polski tytuł (dubbing TVP)       | Angielski tytuł                   |
| -------------- | -------------------------------- | --------------------------------- |
|                |                                  |                                   |
| SERIA PIERWSZA |                                  |                                   |
|                |                                  |                                   |
| 01             | Billy staje się kotem            | Billy becomes a Cat               |
|                |                                  |                                   |
| 02             | Kot, który nie miauczy           | The Cat that Couldn’t Miaow       |
|                |                                  |                                   |
| 03             | Mikrochip                        | Mikrochips With Everything        |
|                |                                  |                                   |
| 04             | Pieczone gołąbki                 | Pigeon pie                        |
|                |                                  |                                   |
| 05             | Kanałowe koty                    | Sewer Cats                        |
|                |                                  |                                   |
| 06             | Akcja ratunkowa                  | The Rescue                        |
|                |                                  |                                   |
| 07             | Wielki Miau                      | The Big Meow                      |
|                |                                  |                                   |
| 08             | Wesoły Łowca                     | The Jolly Mouser                  |
|                |                                  |                                   |
| 09             | Hubert i syjamska syrena         | Hubert & the Siamese Siren        |
|                |                                  |                                   |
| 10             | Narodziny gwiazdy                | A Star Is Born                    |
|                |                                  |                                   |
| 11             | Nakręcana kość                   | A Clockwork Bone                  |
|                |                                  |                                   |
| 12             | Koty i bandziory                 | Catz ’n the Hood                  |
|                |                                  |                                   |
| 13             | Włamywacz                        | Cat Burglar                       |
|                |                                  |                                   |
| 14             | Zimowy kot                       | Cool Cat                          |
|                |                                  |                                   |
| 15             | Brakujący ogon                   | One of Our Tails Is Missing       |
|                |                                  |                                   |
| 16             | Chińska dzielnica                | Wok on the Wild Side              |
|                |                                  |                                   |
| 17             | Romeo i Julia                    | Romeo and Juliet                  |
|                |                                  |                                   |
| 18             | Wielkie Purpurowe Nic            | The Great Purple Nothing          |
|                |                                  |                                   |
| 19             | Twardziel                        | Born to Be a Wildcat              |
|                |                                  |                                   |
| 20             | Małpi biznes                     | Monkey Business                   |
|                |                                  |                                   |
| 21             | W śnieżnych okowach              | Snowbound                         |
|                |                                  |                                   |
| 22             | Pasibrzuch                       | Gutbucket                         |
|                |                                  |                                   |
| 23             | Gołąb, który spadł na ziemię     | The Pigeon That Fell to the Earth |
|                |                                  |                                   |
| 24             | Klątwa Kotopatry                 | Curse of Catopatra                |
|                |                                  |                                   |
| 25             | Nie jestem zwierzęciem           | I Am Not an Animal                |
|                |                                  |                                   |
| 26             | Ostatnia szansa Billy’ego        | Billy’s Last Chance               |
|                |                                  |                                   |
| SERIA DRUGA    |                                  |                                   |
|                |                                  |                                   |
| 27             | Rybie jedzenie                   | Fish Food                         |
|                |                                  |                                   |
| 28             | Braterska miłość                 | Brotherly Love                    |
|                |                                  |                                   |
| 29             | Kociak, który ryczał             | The Kitten That Roared            |
|                |                                  |                                   |
| 30             | Robodog                          | Robodog                           |
|                |                                  |                                   |
| 31             | Nie ma to jak w nawiedzonym domu | Home Sweet Haunted Home           |
|                |                                  |                                   |
| 32             | Powietrzne szaleństwo            | Airborne Hijinks                  |
|                |                                  |                                   |
| 33             | Kot o imieniu Rex                | A Cat Named Rex                   |
|                |                                  |                                   |
| 34             | Wszystko dla sztuki              | For Art’s Sake                    |
|                |                                  |                                   |
| 35             | Światło! Kamera! Akcja!          | Lights, Camera, Action            |
|                |                                  |                                   |
| 36             | Derby                            | Derby Billy                       |
|                |                                  |                                   |
| 37             | Król szczurów                    | King of the Rats                  |
|                |                                  |                                   |
| 38             | A przedstawienie toczy się dalej | The Show Must Go On               |
|                |                                  |                                   |
| 39             | Fałszywy ton                     | Tuneless                          |
|                |                                  |                                   |
| 40             | Nowa kokarda Królewny            | Queenie’s New Bow                 |
|                |                                  |                                   |
| 41             | Podwójny Billy                   | Double Billy                      |
|                |                                  |                                   |
| 42             | Szczęśliwa gwiazda               | Happy Starday!                    |
|                |                                  |                                   |
| 43             | Zew natury                       | Running Wild                      |
|                |                                  |                                   |
| 44             | Perfumy złomowiska               | Eau de Junkyard                   |
|                |                                  |                                   |
| 45             | Łapy, szczęki i szczypce         | Paws, Jaws and Claws              |
|                |                                  |                                   |
| 46             | Komu biją dzwony                 | For Whom the Bell Tolls           |
|                |                                  |                                   |
| 47             | Jumbo lotnik                     | Jumbo Flyer                       |
|                |                                  |                                   |
| 48             | Duma i uprzedzenie               | Pride and Prejudice               |
|                |                                  |                                   |
| 49             | Amulet Cerbera                   | The Amulet of Cerberus            |
|                |                                  |                                   |
| 50             | Kłopot z Bobem                   | The Trouble With Bob              |
|                |                                  |                                   |
| 51             | Inwazja kotnaperów               | Invasion of the Cat Nappers       |
|                |                                  |                                   |
| 52             | Nie mów nic złego                | Speak No Evil                     |
|                |                                  |                                   |

## Filmy pełnometrażowe
- 1998: Jeden z gangu (One of the Guys)
- 2001: Koty mówią! (Cats Can Talk)